# Adolphe Samuel
Adolphe Samuel   (Lieja, 11 de juliol de 1824 - Gant, 11 de setembre de 1898), nom complet Adolphe-Abraham Samuel, fou un compositor, director d'orquestra i crític musical belga.
Pertanyia a una família jueva i primer es dedicà a la pintura, però no tardà a entrar al Conservatori de Brussel·les, aconseguint el 1845 el gran Prix de Rome per la seva cantata La Vendetta. El 1860 fou professor del Conservatori de Brussel·les i des de 1877 director del de Gant, on entre d'altres alumnes tingué a Jozef Van der Meulen. A més dels seus mèrits com a professor, compositor i musicògraf, Samuel introduí a Bèlgica els concerts populars de música clàssica.
Les seves obres comprenen: Il a rêve (1845); Giovanni de Procida (1847); Madeleine (1849); Les deux prétendants (1850), i L'heure de la rétraite (1851), òperes; les cantates Jeanne d'Arc, Contate de jubilé, Cantate nationale, De Wederkomst i moltes d'altres; l'oratori Amor Lex Aeterna, per a cors, solos, orgue i orquestra (1883); set simfonies; fragments simfònics; Avemaria, per a cors, orgue i orquestra; música di camera, peces per a piano, motets, cors i melodies vocals.
A més, se li deuen: Petite méthode de piano; Cours d'harmonie pratique et de basse chiffrée (1867); Livre de lecture musicale i nombrosos articles en diaris i revistes musicals.
Fou el pare del pianista, director d'orquestra, pintor i compositor Eugène, Samuel-Holeman (1863-1942)